# Молотоголов
Молотоголов (Scopus umbretta) — вид лелекоподібних птахів, єдиний представник родини молотоголовових (Scopidae). Назву отримав завдяки своєрідній формі голови та видовженому дзьобу. Поширений у водно-болотяних угіддях в Африці, на Мадагаскарі та Аравійському півострові та місцями є доволі звичайним птахом.

## Таксономія
Вперше вид було описано французьким зоологом Матюренном Жаком Бріссоном у 1760 році. Видову назву було надано в 1788 році французьким натуралістом Йоганном Фрідріхом Гмеліним.
Молотоголова виділяють до окремої родини. Його зазвичай відносять до ряду Лелекоподібних (Ciconiiformes), інколи — до Пеліканоподібних (Pelecaniformes). Нещодавні дослідження показали, що його найближчими родичами є пелікани і китоголов.

## Опис

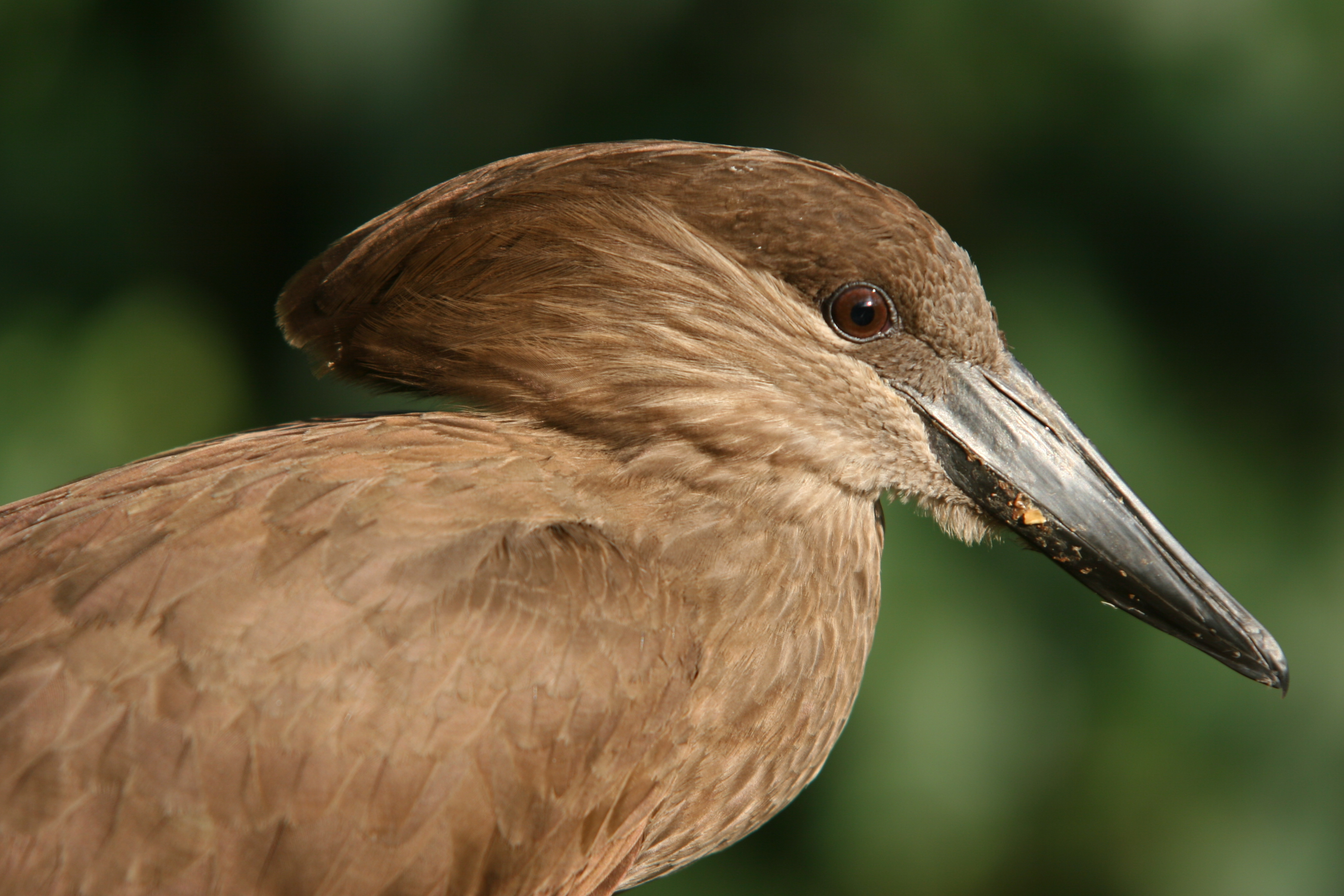
Підвид S. u. minor менший за розмірами та темніший

Птах середнього розміру — довжина тіла 50–56 см, маса 415—430 г. Оперення коричневого кольору. Дзьоб довгий — 80-85 мм та злегка гачкуватий на кінці; у доврослих — чорний, у молодих — коричневого кольору. Хвіст темно-коричневий зі слабко вираженими смугами. Шия та ноги відносно короткі, у порівнянні з іншими представниками Лелекоподібних. Між пальцями є невелика плавальна перетинка, призначення якої незрозуміле. Крила широкі, тому птах може використовувати ширяння під час польоту.

## Поширення та місця існування
Молотоголов поширений в Африці на південь від Сахари, на Мадагаскарі та вздовж південно-західного узбережжя Аравійського півострова. Населяє різноманітні біотопи — від лісів до напівпустель, але з обов'язковою наявністю прісноводних водойм. Віддає перевагу мілководдям вздовж річок, озер, боліт, тимчасових сезонних ставків, іригаційних систем тощо. Обов'язковою є наявність дерев — для розташування гнізд і відпочинку птахів.
Вид є осілим, може здійснювати кочівлі у посушливих районах та дисперсію в період дощів.

## Підвиди
Виділяють два підвиди — номінативний, широко поширений S. u. umbretta та менший за розмірами, поширений у Західній Африці S. u. minor (Bates, 1931). Інколи виділяють ще два підвиди — S. u. bannermani (поширений у південно-західній Кенії, зазвичай його відносять до номінативного підвиду) та S. u. tenuirostris (поширений на Мадагаскарі).

## Гніздування

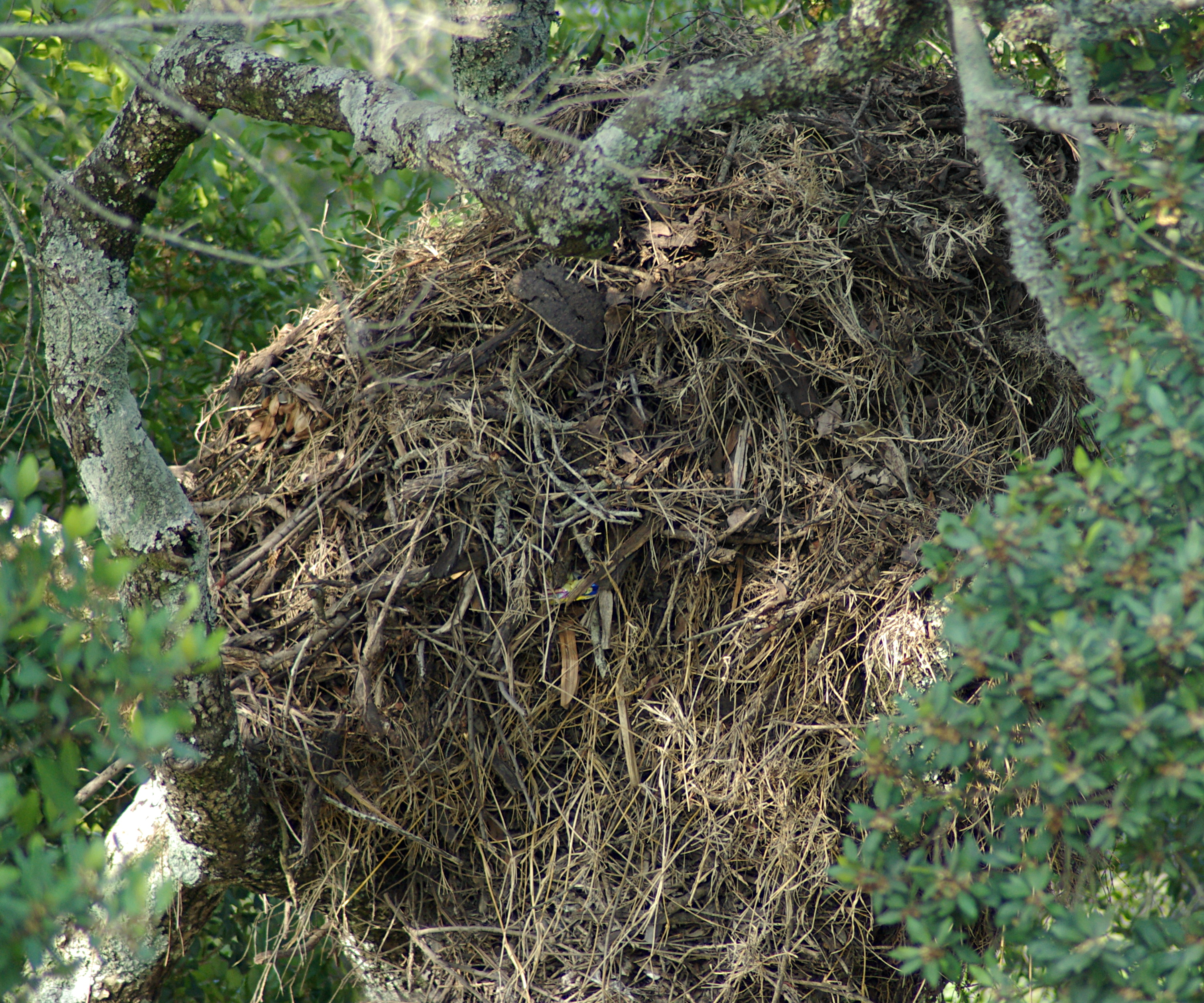
Гніздо молотоголова на дереві

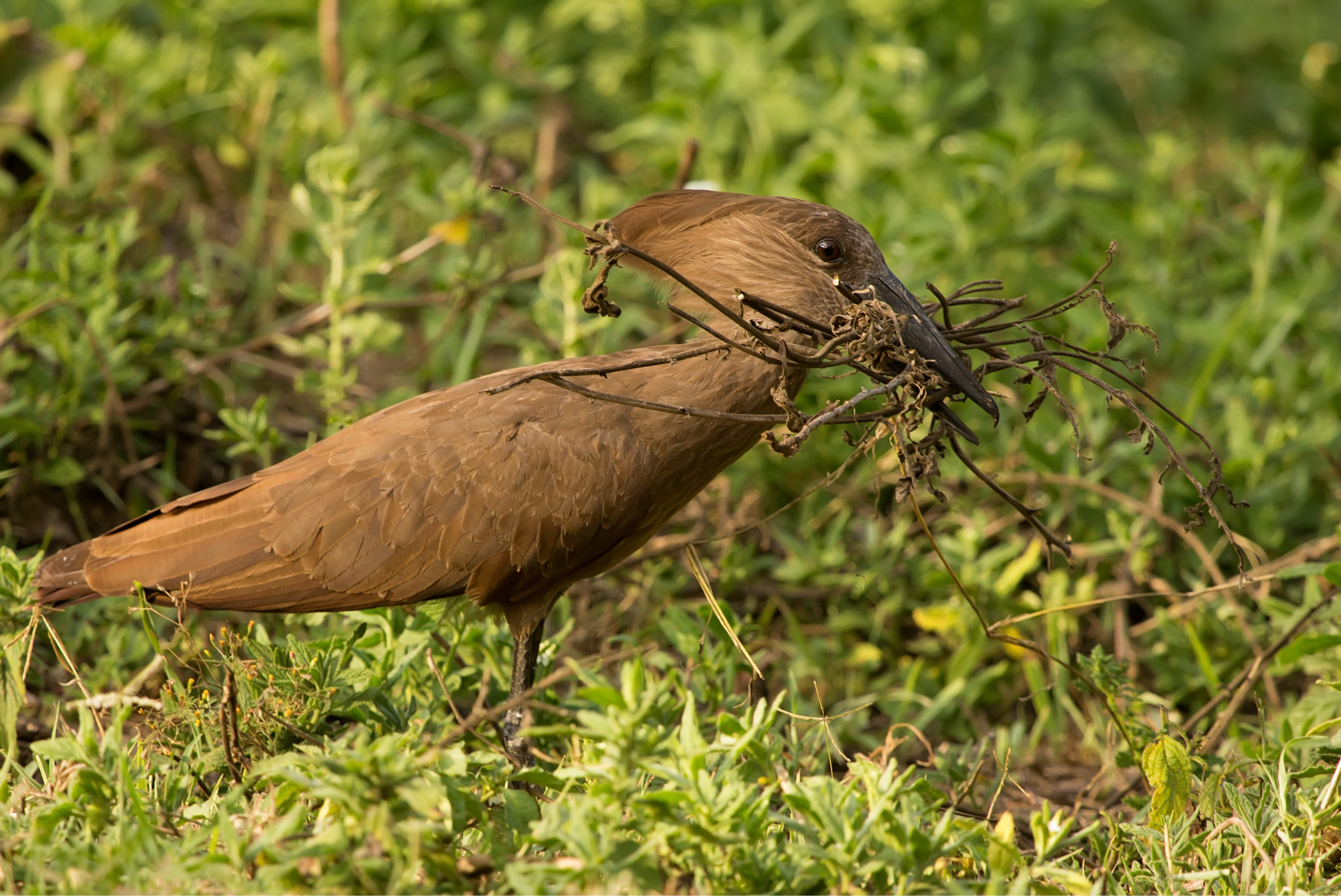
Дорослий птах із гніздовим матеріалом

Молтоголов влаштовує гнізда на деревах, інколи — на скелях і навіть на землі. Їхній розмір є однією з цікавих особливостей цього птаха — гнізда інколи досягають 1,5 м в діаметрі та можуть витримувати вагу людини. Гнізда найчастіше влаштовані у розвилці стовбура, воно збудовано з гілок та ґрунту. Усередині воно має камеру достатню за розміром для самки та молодих птахів. До камери веде вхід діаметром 13-18 см і довжиною близько 60 см. На побудову гнізда уходить від 10 до 14 тижнів. Пара молотоголовів будує від 3 до 7 гнізд на своїй території. Гнізда будують обидва члени пари. У великих гніздах молотоголовів можуть також влаштовувати гнізда інші птахи (шпаки, ткачикові, голуби), змії та навіть невеликі ссавці (генета). Сипуха та пугач можуть виганяти молотоголовів з їхніх гнізд, проте після того, як сови залишать гніздо, молотоголови можуть до них повертатись. Щільність гніздування молотоголовів може бути доволі великою — наприклад, в Уганді на площі 8 км2 було виявлено 639 гнізд, що відповідає не менше 80 парам молотоголовів. Попри близьке розташування гнізд, ці птахи не є колоніальними та є територіальними — вони захищають свою територію.
Гніздовий період у Східній Африці триває протягом усього року, тоді як в інших частинах ареалу існує пауза між періодами розмноження. Кладка нараховує від 3 до 7 яєць, їхній розмір становить у середньому 44,5 × 33,9 мм та вага 27,8 г. Кладку насиджують обидва члени пари. Яйця відкладаються з інтервалом 1-3 доби. Інкубація триває 30 діб від першого відкладеного яйця, вилуплення відбувається асинхронно. Вигодовують пташенят обидва з батьків, цей процес триває також довго після вильоту молодих з гнізда. Пташенята залишають гніздо у віці 44-50 днів.

## Живлення

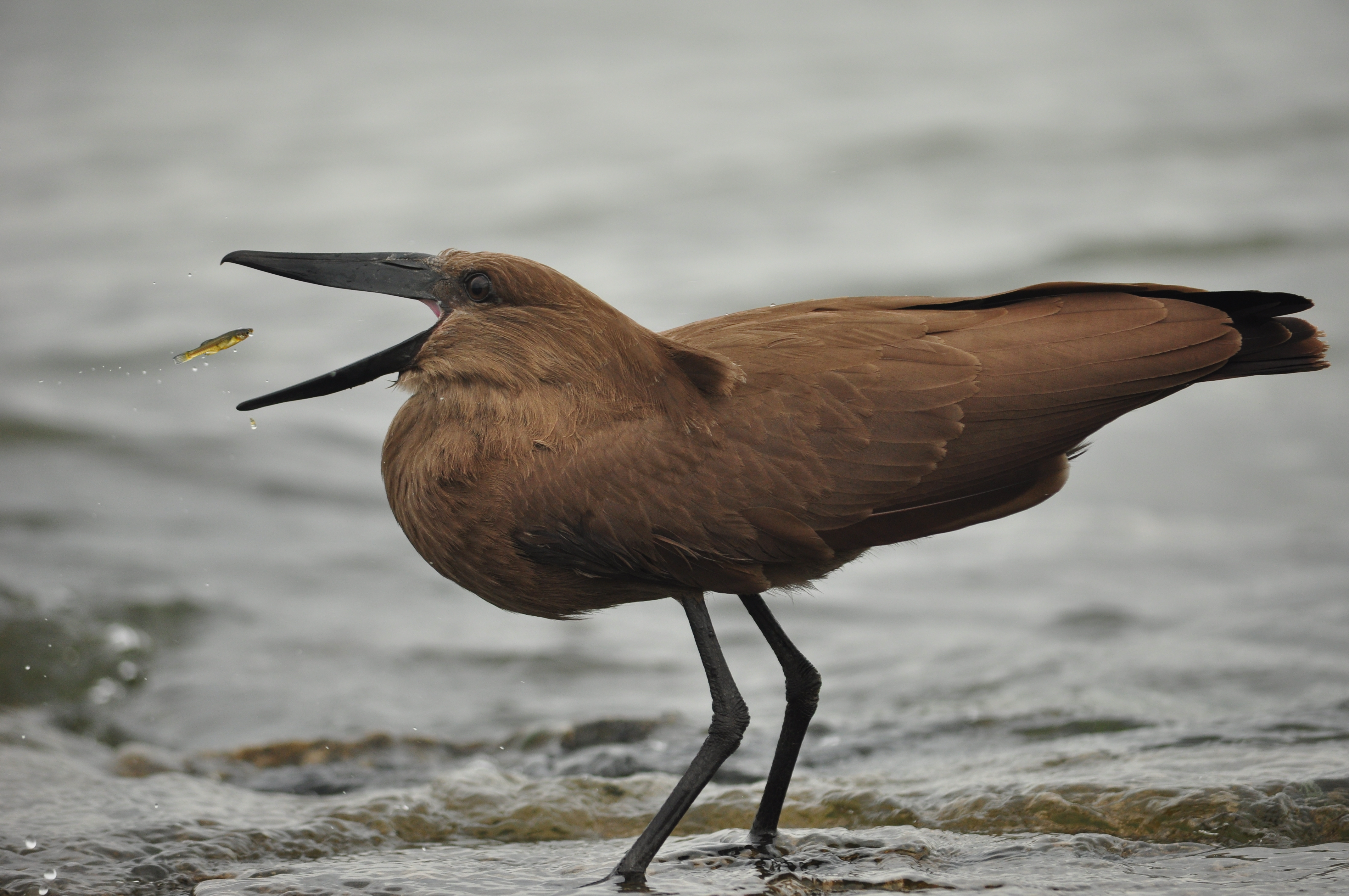
Молотоголов, який живиться дрібною рибою

Збирає поживу поодиноко, парами або зграями. Це всеїдний птах, хоча основу живлення становлять земноводні (особливо види роду Шпоркова жаба (Xenopus) — як дорослі, так і пуголовки) та риби. До раціону також входять ракоподібні, черви, комахи та дрібні ссавці. Основним методом полювання є пересування по мілководдю, де птах хапає здобич з води, її поверхні або навколоводних рослин.

## Молотоголов і людина
Чисельність молотоголова і стабільною, потенційною загрозою для виду є меліорація водно-болотяних угідь та використання пестицидів.
З молотоголовом пов'язано чимало місцевих легенд, він займає чільне місце в африканській міфології.
На молотоголова полюють та його використовують у традиційній медицині в Нігерії.